# Терлюки
Терлюки (бел. Церлюкі́) — деревня в Мядельском районе Минской области Белоруссии. В составе Нарочского сельсовета.

## История
В 1904 г. деревня Кобыльникской волости Свенцянского уезда Виленской губернии, 103 жителя.
В 1908 г. — 14 дворов, 87 жителей.
С 1921 г. в составе Кобыльникской гмины Срединной Литвы, затем — Виленской земли II Речи Посполитой.
В сентябре 1939 г. деревня была занята красноармейцами 27-й Омской дивизии и вошла в состав БССР.
С 12.10.1940 г. — в Кобыльникском сельсовете Мядельского района Вилейской области.
С 20.09.1944 г. — в составе Молодечненской области.
В 1949 г. создан колхоз «Новая жизнь».
В 1960 г. — 61 житель.
С 20.01.1960 г. — в составе Минской области.
С 1963 г. деревня в составе колхоза «Нарочь».
28.08.1964 г. Кобыльникский сельсовет переименован в Нарочский.
04.09.1991 г. деревня в составе колхоза «Приозерный» (центр — д. Нарочь).
01.01.1997 г. — 13 дворов, 27 жителей.